# High School of Dundee

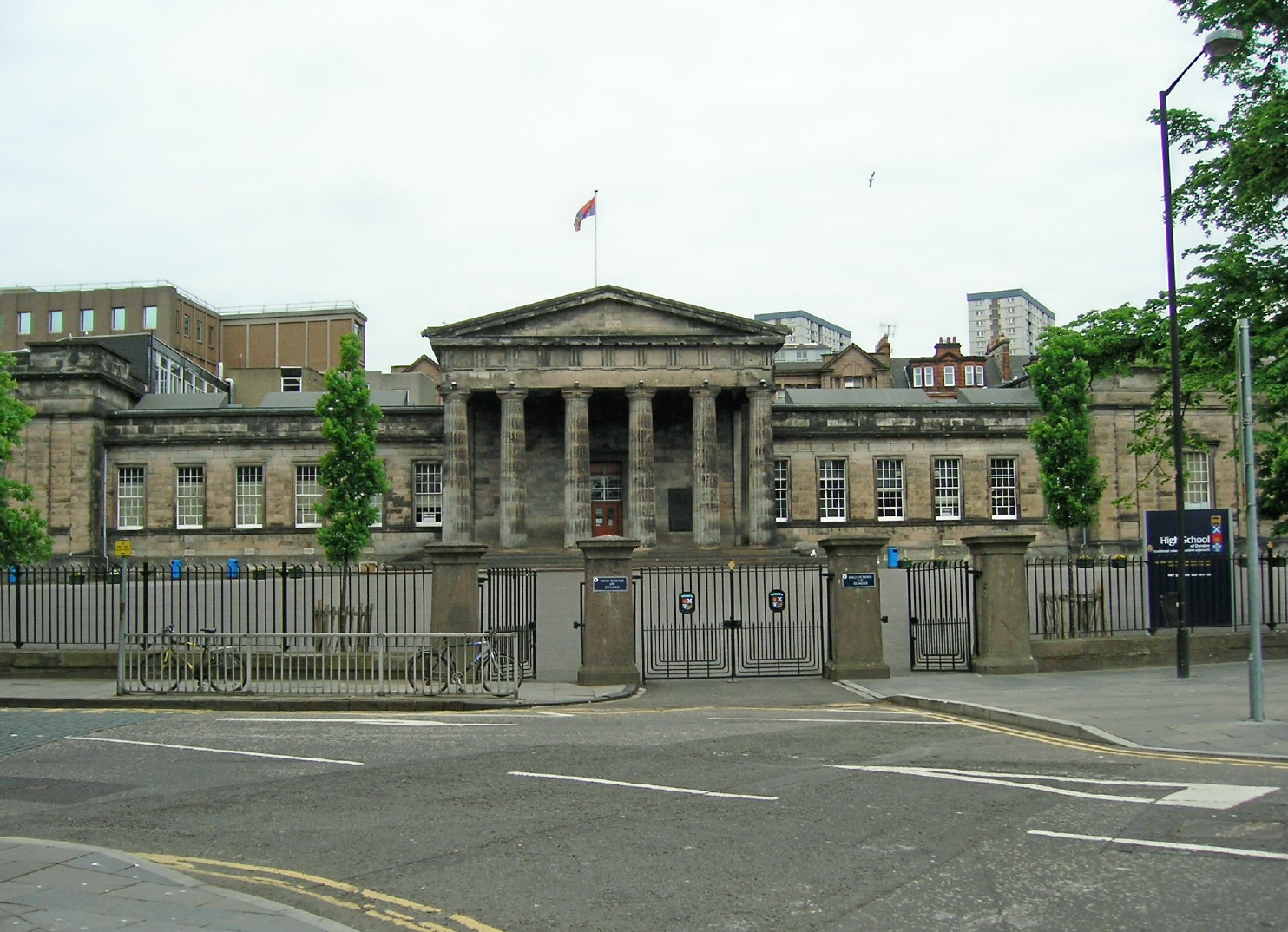
High School of Dundee

Die High School of Dundee ist eine Schule in der schottischen Stadt Dundee in der gleichnamigen Council Area. 1965 wurde das Bauwerk in die schottischen Denkmallisten in der höchsten Denkmalkategorie A aufgenommen. Das zugehörige Margaret Harris Building ist separat als Kategorie-A-Bauwerk klassifiziert.

## Geschichte
Die High School of Dundee führt sich auf eine Schule zurück, die im Jahre 1239 von den Mönchen der Lindores Abbey gegründet wurde. Im Jahre 1529 bezog sie einen Neubau an der St Clement’s Lane. Ab 1789 teilte sie sich ein Gebäude mit der English School an der Straße School Wynd. 1843 wurden beide Schulen mit der an der Nethergate ansässigen und 1785 gegründeten Dundee Academy vereint. Die neue Schule bezog das zwischen 1829 und 1834 nach einem Entwurf George Angus’ errichtete Gebäude an der Bell Street. Seit dem Erhalt einer königlichen Charta im Jahre 1859 wird die Bezeichnung High School geführt.
Seit 1239 besuchten zahlreiche bedeutenden Persönlichkeiten die High School of Dundee und ihre Vorgängerorganisationen. Angeblich wurde auch der schottische Freiheitskämpfer William Wallace dort im späten 13. Jahrhundert unterrichtet.

## Schule
Die gebührenfinanzierte Schule bietet eine Vollausbildung beginnend von Kindergarten/Vorschule über die Grundschule bis zur Hochschulreife an. Heute wird die High School of Dundee koedukativ betrieben und die ehemals im Margaret Harris Building untergebrachte Mädchenschule wird als Grundschule genutzt. Es sind rund 1000 Schüler eingeschrieben, die von rund 100 Lehrkräften betreut werden (Stand: 2018). Von den erfolgreichen Abgängern besuchen rund 95 % anschließend eine Universität.
Die Schüler der High School of Dundee werden zufällig auf eines von vier Häusern aufgeteilt, die nach bedeutenden Personen oder Organisationen in der Schulgeschichte benannt sind. Ihre Namen sind Airlie (vermutlich nach den Earls of Airlie), Aystree, Lindores (nach der Lindores Abbey) und Wallace (nach William Wallace).

## Beschreibung
Die High School of Dundee steht am Euclid Crescent zwischen der University of Abertay, der McManus Gallery und The Howff. Das historische zweistöckige Hauptgebäude ist im Stile des Greek Revival ausgestaltet. Sein Mauerwerk besteht aus gelblichem Sandstein. An der südostexponierten Hauptfassade tritt ein dorischer Portikus mit acht Säulen heraus. Er schließt mit Triglyphenfries und Dreiecksgiebel mit Antefixen.
Das gegenüberliegende Margaret Harris Building entstand 1889 nach einem Entwurf des schottischen Architekten James Graham Fairley. Das Neorenaissancebauwerk ist im Stile der französischen Renaissance-Architektur ausgestaltet.